# Baptême catholique
Pour un article plus général, voir Baptême.
 (août 2021).
- Si vous ne connaissez pas le sujet, laissez ce bandeau (vous pouvez alors contacter les auteurs).
- Si vous supprimez le contenu mis en cause (vous pouvez préalablement contacter les auteurs),

argumentez précisément cette suppression dans la page de discussion
(un manque de référence n'est pas un argument ; une recherche réelle de référence doit avoir été effectuée, être formellement documentée).

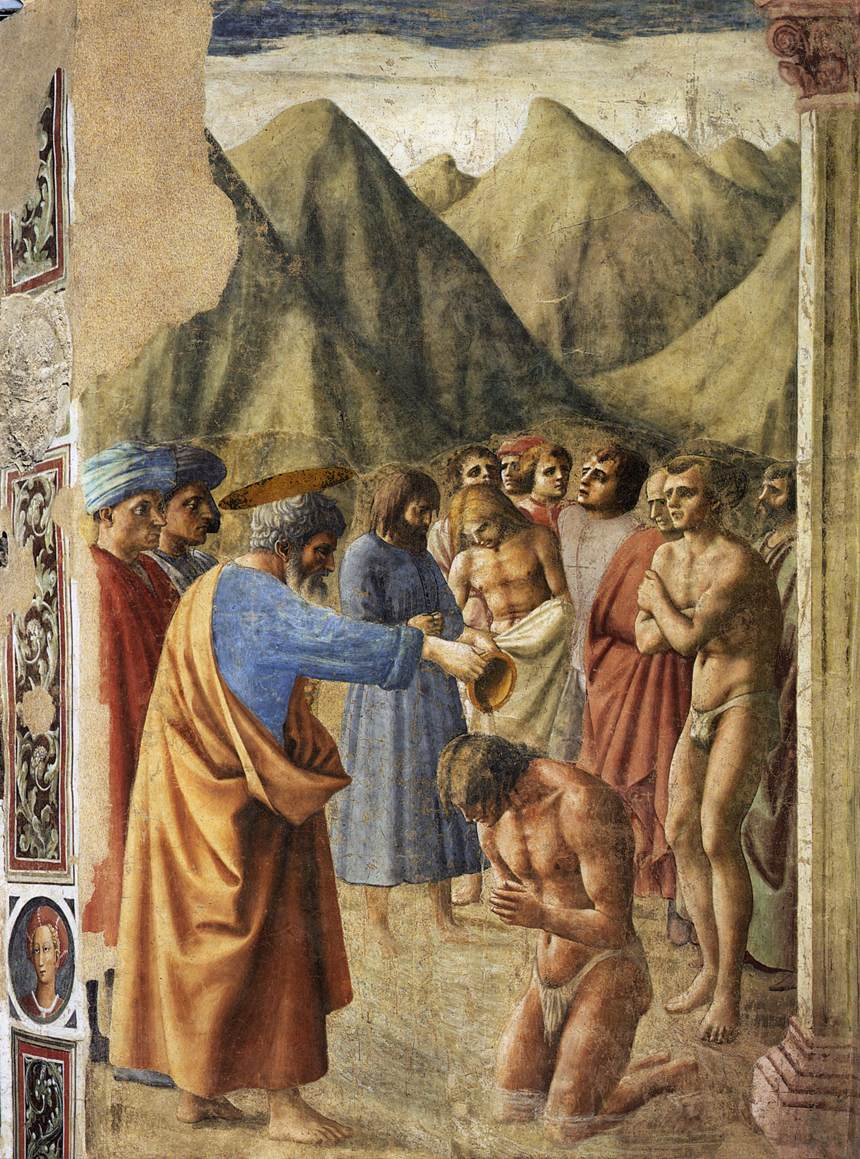
Masaccio, Le Baptême des néophytes, 1425–1426 (chapelle Brancacci, Florence).

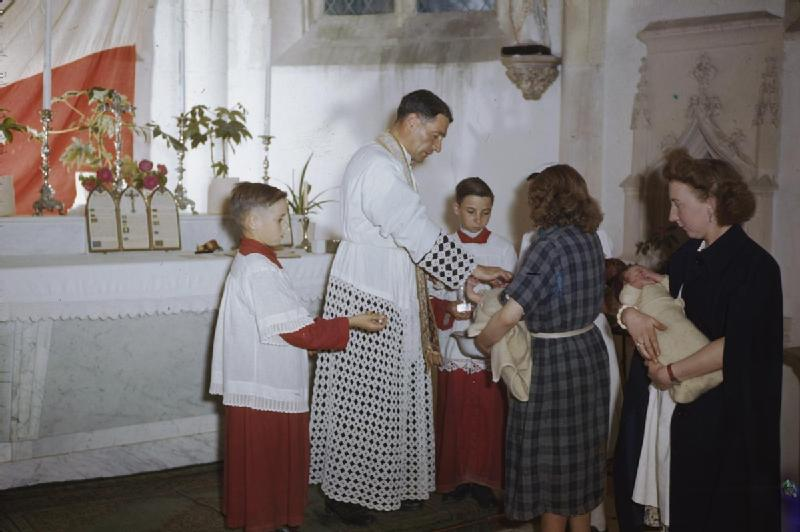
Baptême en France en 1944.

Le rite du baptême catholique est le premier des trois sacrements de l'initiation chrétienne, avec l'eucharistie (la communion) et la confirmation.
Pour les personnes ayant l'âge de raison (enfants et adultes), il est précédé d'une période de préparation, appelée catéchuménat, au cours de laquelle le futur baptisé, le catéchumène, approfondit la foi pour laquelle il demande le baptême.

## Rituel du baptême
La célébration commence par le tracé du signe de la croix sur le front du futur baptisé. Ensuite, le futur baptisé entre dans l'église, symbolisant que par son baptême, il va entrer dans la communauté chrétienne. Le rite du baptême proprement dit commence par une profession de foi des catéchumènes et leur renoncement à Satan et au mal. Il se poursuit par le rite de l'eau qui constitue le cœur du sacrement.
L’ancien Rituel du baptême "comporte deux longs exorcismes à la forme impérative et un exorcisme impératif sur le sel que l’on déposera ensuite sur la bouche de l’enfant". Dans le nouveau Rituel de 1969, "les prières d’exorcisme, pourtant portées par une très longue tradition, ont presque disparu". Le pape Paul VI lui-même a déclaré le 15 novembre 1972 : « Dans la liturgie du baptême, on a raccourci les exorcismes. Je ne sais pas si ce fut là chose très réaliste et très bien trouvée [una cosa molto realistica e molto indovinata]. » .
Par trois fois, le prêtre (ou le diacre) verse l'eau sur le front du catéchumène en prononçant les paroles : « N, je te baptise au nom du Père et du Fils et du Saint-Esprit. ».
C'est une obligation canonique de désigner pour le baptisé un parrain ou une marraine, ou les deux, personnes elles-mêmes baptisées et confirmées. Historiquement, leur fonction était avant tout d'être des témoins de ce sacrement, au nom de la communauté chrétienne. La tradition a également véhiculé le rôle d’accueillir l’enfant en cas de décès des parents et de lui assurer une vie chrétienne. Aujourd’hui ce sont des personnes avec qui le baptisé aura une relation privilégiée au cours de son enfance et qui sont chargées d'aider le baptisé à grandir dans la foi chrétienne. À l’issue de la cérémonie, le parrain, la marraine et le baptisé (ou ses parents s’il est trop petit) signent le « registre des baptêmes » qui atteste le sacrement. Ce registre est tenu en double, un exemplaire reste à la paroisse, l’autre est conservé à l’évêché.

## Effets du baptême

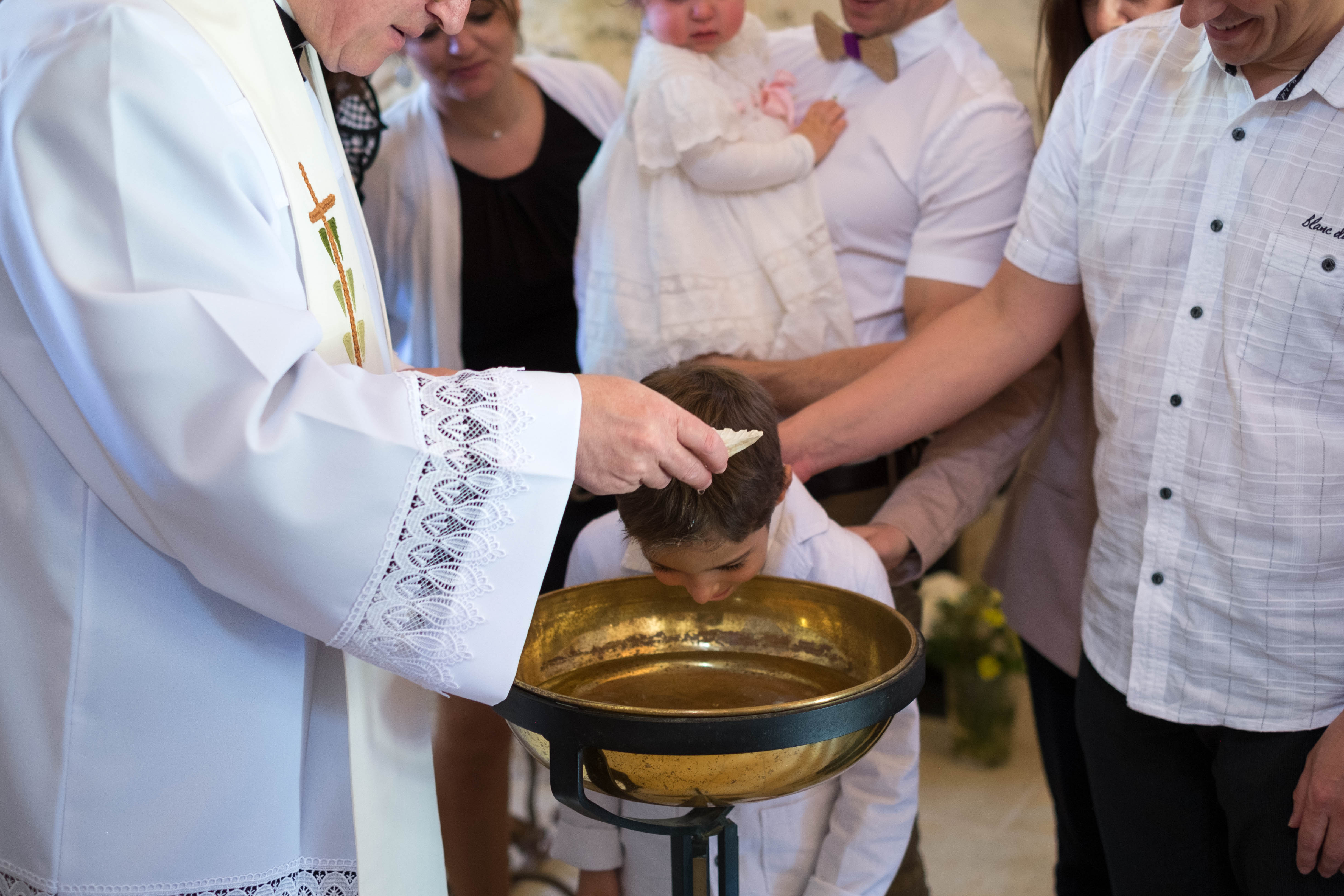
Un baptême d'enfant en France en 2016.

Les différents effets du baptême apparaissent dans le rite sacramentel, dans lequel la plongée dans l'eau fait appel au symbolisme de la mort et de la purification, de la régénération et du renouvellement. Les deux effets principaux sont donc la purification des péchés et la nouvelle naissance dans l'Esprit Saint (Ac 2, 38 ; Jn 3, 5).

### Rémission des péchés
Par le baptême, tous les péchés sont remis, le péché originel et tous les péchés personnels ainsi que toutes les peines dues au péché.
Dans le baptisé, certaines conséquences temporelles du péché originel demeurent cependant, telles les souffrances, la maladie, la mort, ou les fragilités inhérentes à la vie comme les faiblesses de caractère, ainsi qu’une inclination au péché que la Tradition appelle la concupiscence.

### Créature nouvelle
Le baptême fait du néophyte « une création nouvelle » (2 Co 5, 17), un fils adoptif de Dieu (Ga 4, 5-7) qui est devenu « participant de la nature divine » (2 P 1, 4), membre du Christ (1 Co 6, 15 ; 12, 27) et cohéritier avec Lui (Rm 8, 17), temple de l’Esprit Saint (1 Co 6, 19).
La Sainte Trinité donne au baptisé la grâce sanctifiante, la grâce de la justification.

### Incorporation à l'Église, corps du Christ
Le baptême fait des baptisés des membres du Corps mystique du Christ. « Aussi bien est-ce en un seul Esprit que nous tous avons été baptisés pour ne former qu’un seul corps » (1 Co 12, 13).
Les baptisés sont devenus des « pierres vivantes » pour « l’édification d’un édifice spirituel, pour un sacerdoce saint » (1 P 2, 5).
Le baptisé est appelé à se soumettre aux autres (Ep 5, 21 ; 1 Co 16, 15-16), à les servir (Jn 13, 12-15) dans la communion de l’Église.
Les baptisés sont tenus de professer devant les hommes la foi que par l’Église ils ont reçue de Dieu et de participer à l’activité apostolique et missionnaire du peuple de Dieu.

### Lien sacramentel de l'unité des chrétiens
Le baptême constitue le fondement de la communion entre tous les chrétiens, aussi avec ceux qui ne sont pas encore en pleine communion avec l’Église catholique.

## Baptême et salut

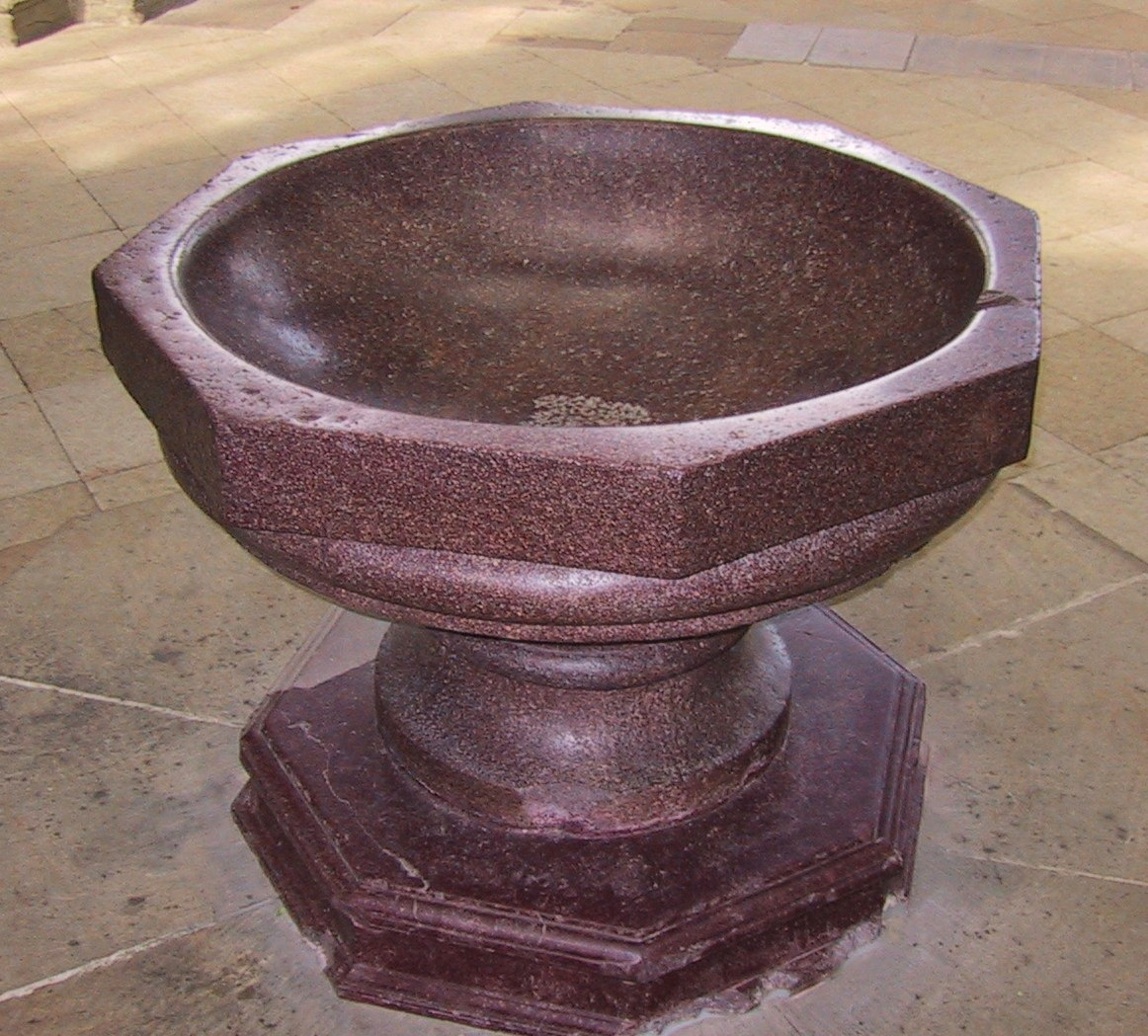
Fonts baptismaux de la cathédrale de Magdebourg, Allemagne.

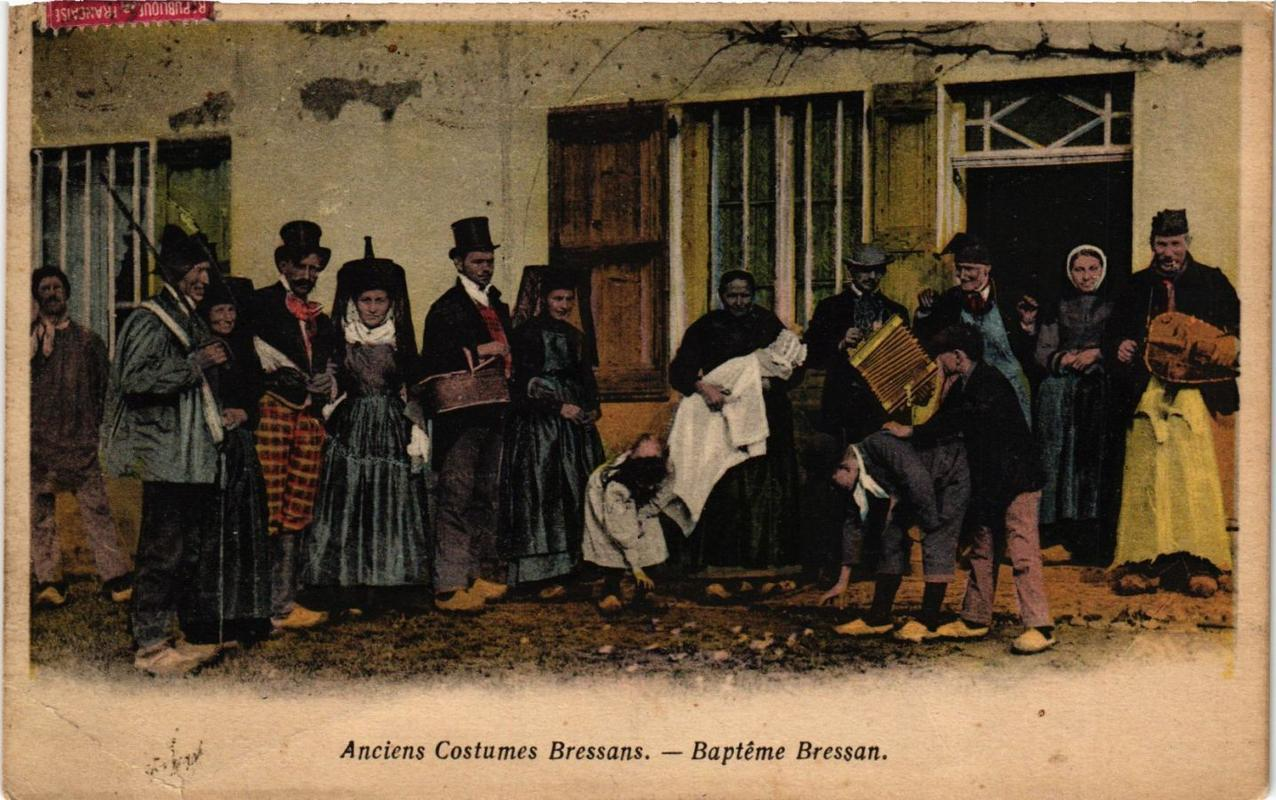
Baptême dans la Bresse v. 1900.

L'idée que le baptême était nécessaire au salut a été popularisée en Occident par Augustin à la suite d'une controverse avec Pélage qui s'est conclue par le concile de Carthage (418) affirmant la doctrine du péché originel. La tradition théologique occidentale a donc été influencée par la pensée d'Augustin, selon lequel « par Adam, dans lequel tous ont péché, le péché est entré dans le monde, et par le péché la mort, et qu’ainsi la mort a passé en tous les hommes ». La doctrine du péché originel, et la nécessité du baptême des enfants qui en découle, fut proclamée comme un dogme au concile de Trente en 1546. Celui-ci ne parle pas d'un péché héréditaire mais d'une transmission du péché par propagation.

## Validité et licéité du baptême
La condition minimale pour la validité du baptême est l'utilisation de l'eau (on peut être baptisé soit par immersion soit par aspersion) et l'emploi de la formule trinitaire « Je te baptise, au nom du Père et du Fils et du Saint Esprit ». Pour que le baptême soit licite (c'est-à-dire conforme aux prescriptions du droit canon, sans que le non-respect de ces exigences rendent le baptême invalide) d'autres conditions sont spécifiées dans le droit canon : les candidats qui ont atteint l'âge de la raison doivent d'abord passer par un catéchuménat, tandis que dans le cas des petits enfants, il faut l'accord des parents et un espoir fondé que l'enfant sera élevé dans la foi catholique (cf. can. 865, 868).
Ainsi, des prêtres de Brisbane (Australie) ont baptisé des nouveau-nés avec des formules « créatives », telles que I baptise you in the name of the Creator and of the Redeemer and of the Sanctifier et I baptise you in the in the name of the Creator and of the Liberator and of the Sustainer au lieu de la formule consacrée. La Congrégation pour la Doctrine de la Foi a déclaré nuls ces baptêmes, conduisant les personnes concernées à recevoir à nouveau le sacrement.

## Depuis le concile Vatican II
Le Catéchisme de l'Église catholique insiste sur la nécessité du catéchuménat postbaptismal, en précisant qu'il ne s’agit pas seulement du besoin d’une instruction postérieure au baptême, mais de l’épanouissement nécessaire de la grâce baptismale dans la croissance de la personne. Ces dernières décennies, plusieurs initiatives ont été prises en ce sens, mais qui ne suffisent généralement pas pour combler l'écart entre les exigences liées à la nature du baptême et — dans la plupart des cas — la situation des parents à l'égard de la foi chrétienne et de l'Église.

## Autres formes de baptême

### Ondoiement
On appelle « ondoiement » un baptême réduit à l'effusion d'eau accompagnée de la formule baptismale, sans aucune des autres formes complémentaires. Il est souvent réservé aux cas d'urgence (danger de mort). Bien que canoniquement valide, il doit être ensuite complété par les autres cérémonies, si l'on dispose d'assez de temps.

### Baptême de sang
L'Église catholique reconnaît l'idée du baptême dans le martyre, dit aussi « baptême de sang » : quelqu'un n'ayant pas ou pas encore reçu le baptême par l'eau mais ayant défendu, au sacrifice de sa vie, des convictions correspondant aux valeurs chrétiennes est considéré comme baptisé sans avoir reçu le sacrement,.

### Baptême de désir
L'extension de la notion du baptême vers le concept de baptême de désir, voire de désir implicite, est en rupture avec la théologie sacramentelle du catholicisme. En effet, le « baptême de désir » ne peut se passer de la célébration du sacrement, mais il existe des exceptions en cas de mort prématurée,.